# Xinghua (socken)
Xinghua (kinesiska: 兴华, 兴华水族乡) är en socken i Kina. Den ligger i provinsen Guizhou, i den sydvästra delen av landet, omkring 180 kilometer sydost om provinshuvudstaden Guiyang.